# زومرژم
شهر زومرژم (به فرانسوی: Zomergem) در شهرستان گان  در استان فلاندری شرقی  در منطقه فلاندری در کشور بلژیک واقع شده‌است.

## نگارخانه

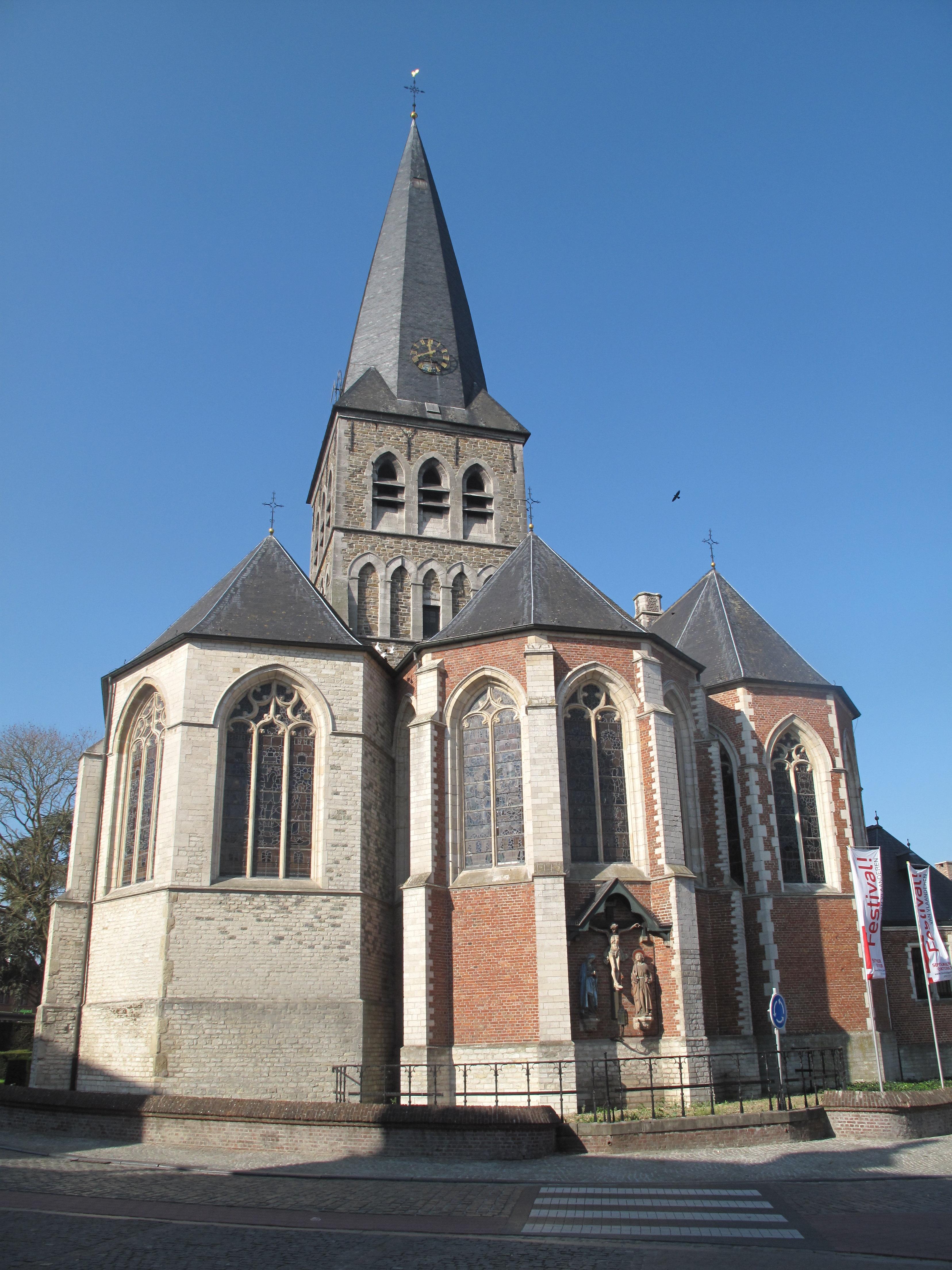
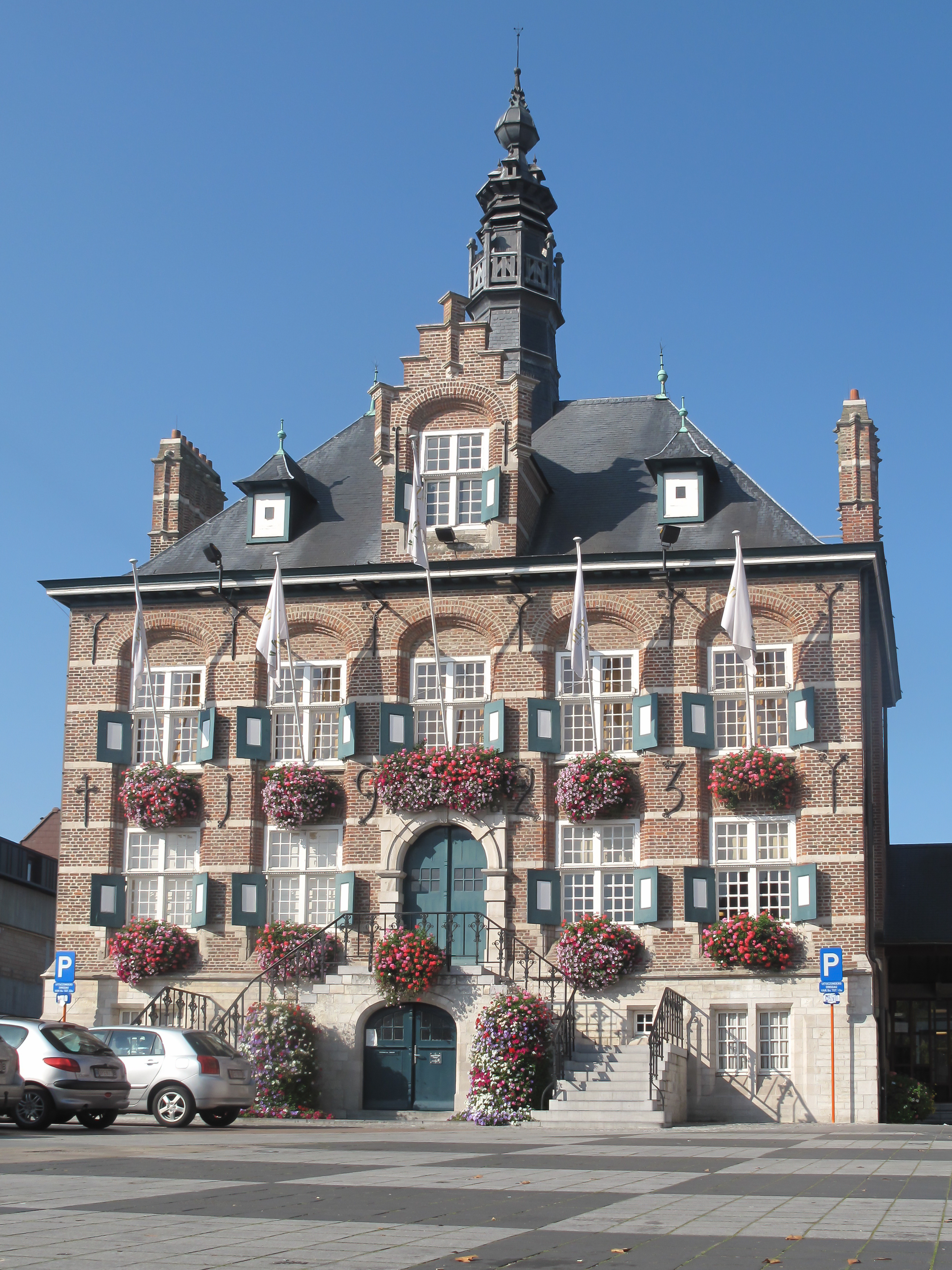